# Iglesia Parroquial San Pedro y San Pablo de Corralillo
La Parroquia San Pedro y San Pablo es un templo de culto católico ubicado en el poblado cubano de Corralillo, en la provincia de Villa Clara. Se enclava en el parque Leoncio Vidal. Pertenece a la Diócesis de Santa Clara. Con devoción y cuidado se conserva, en el corazón del pueblo, este tesoro de más de 170 años de antigüedad. Alberga una historia de humildad, sencillez y entrega de sus vecinos, donde cada uno de sus fieles contribuyó a su construcción y conservación, venerando como uno de sus tesoros más valiosos de su patrimonio artístico y religioso las imágenes de sus santos patronos San Pedro y San Pablo y sus campanas.

## Historia

### La Iglesia de Ceja de Pablo
En 1760 es fundada la Iglesia de San Antonio de Padua, auxiliar de la iglesia parroquial de San Hilario de Guamutas, por el Obispo Morell de Santa Cruz ¨Obispo de la Isla¨, en el antiguo asentamiento rural Ceja de Pablo (cercano al actual Guillermo Llabre). Con el transcurso del tiempo el poblado fue creciendo y los fieles se fueron incrementando, llegó el momento de mejorar el templo que, a decir de Mons. Espada en su visita pastoral de 1814, era totalmente indecente. Colocándose así la primera campana alrededor de 1820 más de dos décadas después y por diversas razones, esta iglesia primitiva fue trasladada a un lugar llamado Felipe de la hacienda San Ramón que pertenecía a Leonardo Izquierdo. Allí se gestaba por entonces un nuevo poblado, el que con el tiempo se nombraría Corralillo y alcanzaría la importancia económica deseada por aquellos que lucharon para acercarse a las posibilidades que le brindaba el comercio hacia la costa norte del territorio.

### Traslado y creación del templo

#### El pueblo pide el traslado de la Iglesia a Punta de Felipe
En el año pasado de mil setecientos sesenta y uno, se erigió una auxiliar de la Parroquia de Guamutas, en el Partido denominado Ceja de Pablo, gobernando en esta diócesis el Excelentísimo Sr. Dr. Don Pedro Agustín Morell de Santa Cruz, y cuando casi todo el distrito de esta feligresía era un desierto, particularmente en el que se ha erigido la nueva Iglesia con el transcurso de los tiempos todo ha cambiado y lo que era antes menos a propósito, ha venido a ser hoy el punto céntrico, el más poblado de toda especie de fincas y en el que de imperiosa necesidad se necesitaba al menos un ministro que distribuyese el pacto espiritual a lo menos a seis mil fieles.
En el año pasado de mil ochocientos cuarenta y siete, los vecinos de este Partido expresaron a nuestro muy digno Prelado el Excelentísimo e Ilustrísimo Sr. Dr. Don Francisco Félix y Solans, del Consejo de S.M, Prelado gran Cruz de la Real Orden Americana de Isabel la Católica, Protector de la Sociedad de Beneficencia de naturales de Cataluña, haciéndole presente la necesidad que había de trasladar la citada Iglesia de Ceja de Pablo al Punta de Felipe, ya por la distancia a que se hallaban la mayor parte de los vecinos, ya que por el río de Cañas que interceptaba aquella Parroquia con la mayor parte del vecindario y ya también porque aquella antigua Iglesia se hallaba en un desierto, rodeada de terrenos estériles que nunca se esperaba fomento de consideración, cuya representación acogió S.E.I con la piedad y bondad que le es característica y con motivo de las escaseces de los fondos, por decreto de siete de febrero de mil ochocientos cuarenta y ocho, del Sr. Dr. Don Bonifacio Quintín de Villa Escueza, Canónigo Doctoral de la Santa Iglesia Catedral, Caballero Comendador de la Real Orden Americana de Isabel la Católica, gobernador del Obispado, por nombramiento de S.E.I Ausente en Santa Visita, se dispuso de conformidad con el parecer fiscal se constituyese una Junta Parroquial, compuesta por dos vecinos piadosos y acomodados de a la Feligresía y al Capitán del Partido que la presidiera, para que haciéndose en forma por Don Leonardo Izquierdo la sesión de seis solares que ofreció, se hiciese el presupuesto de la nueva Iglesia, de mampostería y teja, el del cementerio y habitación del cura, expresándose las cantidades con que contribuiría cada vecino y activando las demás suscripciones.

#### Se constituye la Junta Parroquial

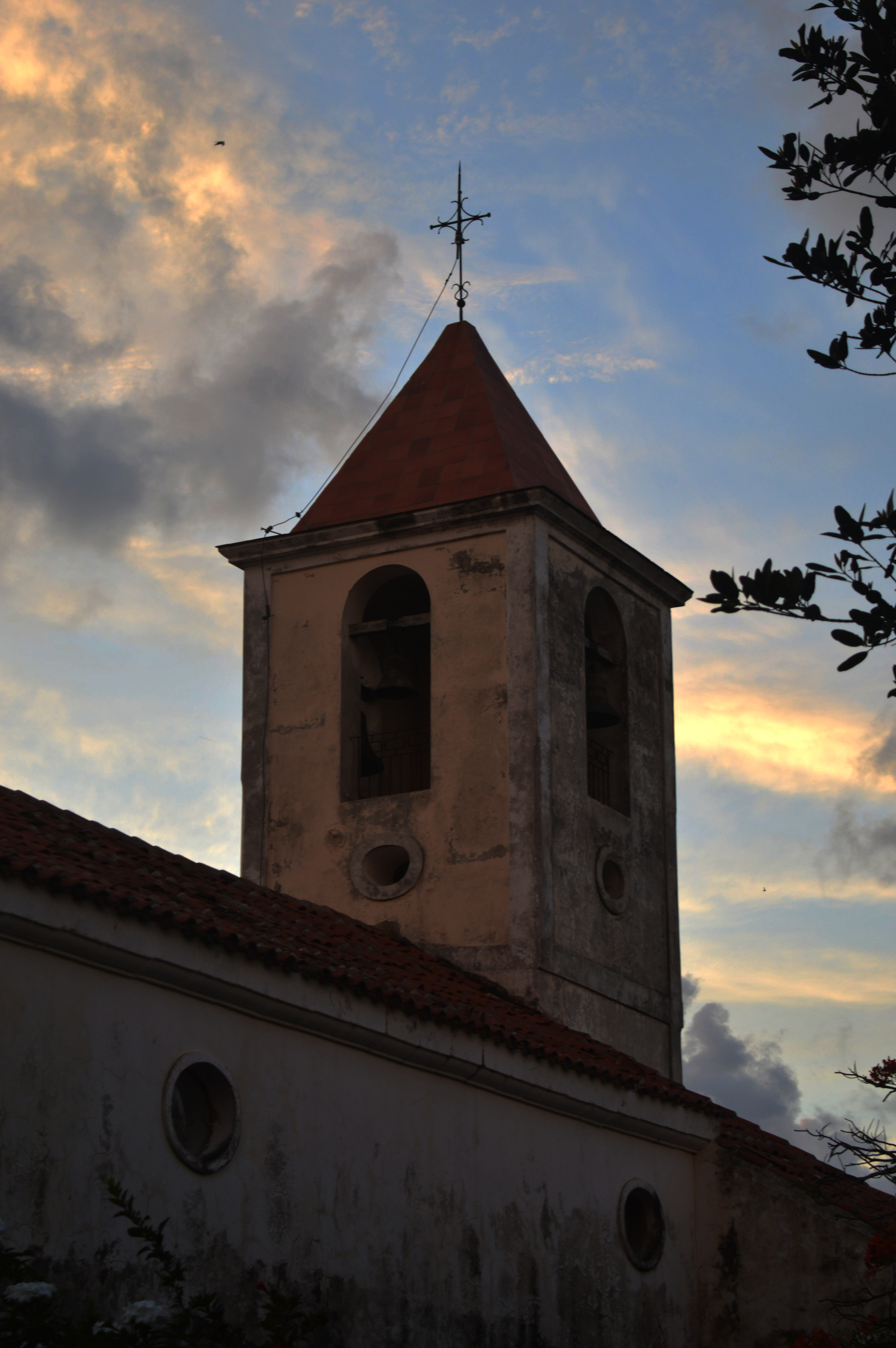
Campanario

En efecto el diecinueve de febrero de dicho año se constituyó dicha Junta Parroquial compuesta del Pedáneo que lo era en aquella fecha el Capitán de Infantería y Comandante de Armas Don Jacinto Jauregui, el actual cura Don José Genaro Baiz, el subteniente de milicias de la Villa de Guanabacoa Don José González Benavides y Don Gregorio Ortiz, militando en ellos las circunstancias de honradez, probidad, religiosidad y bienes raíces y se les instruyó el objeto de dicho nombramiento y lo admitieron satisfactoriamente, manifestando desempeñar bien y fielmente su encargo como lo verificaron en todos los casos necesarios. asistiendo a la Junta cuantas veces se necesitó haciendo la suscripción de las cantidades y especies que ofreció todo el vecindario y recolectando las sumas que se pudieron cobrar, hasta la total conclusión de la nueva Iglesia, cuya suma ascendió a seis mil ochenta y siete pesos, dos reales, esto es tres mil seiscientos ochenta y cuatro pesos, seis reales abonados por el vecindario y dos mil cuatrocientos dos pesos, cuatro reales donados por el actual cura, además el citado cura donó de sus montes cuarenta y un troncos de madera de cedro que unidos a treinta y nueve más que compró de la misma madera, hacienden a ochenta que igualmente donó para las obras, el Subteniente de Caballería Don Inocente de Sierra, dueño de la hacienda Sabana Grande, donó ocho troncos de la misma madera, Don Francisco Figueras donó cuatro troncos, Dña. Manuela Pérez Jácome de Linares seis troncos, Don Nicasio Pereira cuatro troncos, Don Vicente Gómez un tronco, Don Juan Hernández dos troncos, Don Dionisio Tellechea un tronco y el Licenciado Don Pedro Gusmeli dos tirantes de la misma madera de cedro; igualmente ofrecieron en especies para dicha Iglesia el hacendado de este Partido Don Juan Ignacio Echarte un cáliz de plata habilitado con su patena y cucharilla, vinajeras de lo mismo, concha para la pila bautismal y una pilita de mármol, otro hacendado Don José Eusebio Alfonso además del efectivo que ofreció y dio en la suscripción, remitió al actual cura un incensario de plata muy decente con la naveta y cucharilla, un hisopo de lo mismo, una capa de coro negra de tela de seda con su galón dorado, todo de regular uso y otro hacendado, el auditor honorario Don Francisco de Valdez Machado además de la cantidad que ofreció y dio, donó un famoso cuadro de San Matías.

#### Se dispuso la construcción de la Iglesia
Bajo estos principios por las sabias disposiciones de tan digno Prelado, se dispuso la construcción de la Iglesia por administración del Mayordomo General de la Fabrica, que lo era en aquella época el Excelentísimo Sr. Don Antonio Suazo, quien con celo y actividad que siempre le distinguieron sus buenos deseos y hizo tantos esfuerzos para llenar su comisión que no perdonó alguno, ni dejó de tomar cuantas providencias estuvieran a su alcance, desvelándose hasta salir con su empresa, procurando al mismo tiempo que la citada Junta Parroquial en todos sus ajustes de materiales y pagos lo hiciesen con la mayor economía, para de ese modo no agravar los fondos de Fabrica que estaban a su cargo y que tantas necesidades había de reedificar otros santos templos que habían sido arruinados por los últimos huracanes que sufrió esta isla; así que la Iglesia ascendió hasta su total conclusión con respecto a la fábrica, a diez mil veintiséis pesos, seis reales según la cuenta mandada a formar a la Junta Parroquial y se remitió el catorce de octubre del año pasado de  mil ochocientos cincuenta esto es  seis mil ochenta y siete pesos a que ascendió la suscripción cobrada incluso las cantidades del párroco y tres mil novecientos treinta y nueve pesos cuatro reales gastados de los fondos de fábrica.

#### Ornato del templo
```
(…)El mismo que suscribe haciendo los esfuerzos que le fueron posibles, destinó una parte de su capital para cubrir esta falta y representando a S.E.I pidiendo permiso para así verificarlo sin recibir de S.E.I otra retribución que la de declinar este Santo Templo a aquellos príncipes gloriosos, a aquellos varones justos que dieron su sangre por la confesión de las verdades católicas, los Santos Apóstoles San Pedro y San Pablo(…) De ahí que se eligieran estos Patronos.
[
5
]
```

Faltaba adornar a dicho templo con altares, sagrario, manifestador, pulpito, confesionario, escaños, cómoda para guardar los ornamentos y revestirse... mesas de credencia, y como no fue posible abrir otra suscripción por el vecindario a causa de sus escaseces, y como al mismo tiempo estaban atrasados los fondos de fábrica y sin numerario a causa de las reedificaciones de tantas ruinas que ocasionaron los dichos temporales en la mayor parte de las Iglesias y viendo que acabada la Iglesia de fabricarse iba a estar abandonada, el mismo que suscribe haciendo los esfuerzos que le fueron posibles, destinó una parte de su capital para cubrir esta falta y representando a S.E.I pidiendo permiso para así verificarlo sin recibir de S.E.I otra retribución que la de declinar este Santo Templo a aquellos príncipes gloriosos, a aquellos varones justos que dieron su sangre por la confesión de las verdades católicas, los Santos Apóstoles San Pedro y San Pablo, en este supuesto el exponente costeó tres altares: el mayor dedicado a San Pedro con hermoso tabernáculo y manifestador, otro a la Purísima Concepción y otro a San Pablo, un hermoso pulpito, un confesionario muy decente, cuatro escaños, una mesa cómoda de revestir con seis gavetas para guardar ornamentos y un escaparatico en el medio para guardar las alhajas, dos mesas de credencia, dos atriles y además hizo el cementerio a su costo donando al efecto la madera de Haití y Arabos con que se cercó que todo ascendió a dos mil cuatrocientos treinta y cinco pesos, tres y medio reales, que costó a más de la fábrica sin contar el valor de las maderas que donó el cura y los vecinos que estas nunca fueron tazadas.
Concluido el ornato del templo se hizo una solemne función el día ocho de junio del presente año de mil ochocientos cincuenta y uno, bendiciéndolo por orden del Excelentísimo e ilustrísimo Sr. Dr. Don Francisco Félix y Solans, del Consejo de S.M. Prelado gran Cruz de la Real Orden Americana de Isabel la Católica, Protector de la Sociedad de Beneficencia de naturales de Cataluña, Dignísimo Obispo de esta Diócesis, el actual cura Don José Genaro Baiz el que celebró la primera misa, revistiéndose de Diacono el Pbro. Don Manuel Maria Belasa, cura párroco de la Iglesia de San Narciso Alvares, de Subdiácono el Pbro. Don Manuel José Cañizares, teniente de cura beneficiado de la Iglesia de Palmillas, habiendo predicado el Pbro. Don Antonio Sánchez, Sacristán Mayor del Partido de la Hanábana, glorificando a Dios, que si bien de cualquier lugar de la tierra oye al miserable hombre, mucho más desde los templos que se le dedican pidiendo a los Bienaventurados Apóstoles, pusiesen una mirada favorable sobre este pueblo y que no desatendiesen sus ruegos en tribulaciones, que también prosperasen los días felices del Paternal Gobierno del muy digno Prelado que nos dirige, cuya vida y prosperidad es tan necesaria a este Obispado, que protegiese al Reino, manteniéndolo en continua paz, a nuestra soberana Dña. Isabel Segunda; acabada la misa y colocada la Majestad en una hermosa custodia se sacó en procesión para que este cuartón de la Isla tuviese el gusto de ver a Jesucristo Sacramentado, vistiéndolos procesionalmente, concluido se depositó en el dicho templo, quedando así erigido, añadiendo que la antigua Iglesia de San Antonio de Padua de Ceja de Pablo, no se ha destruido quedando por las sabias disposiciones de tan digno Prelado, en un oratorio Público en el que se puede celebrar el Santo Sacrificio de la misa. Felipe y junio de mil ochocientos cincuenta y uno. José Genaro Baiz.

### Primer bautizo (Ceja de Pablo, 1760)
- Fue "Domingo Ramón José Nepomuceno" la primera persona bautizada de la que se tiene constancia.
- Tomo 1 Bautizos de Españoles
- Folio 1

"Domingo nueve de noviembre de mil setecientos sesenta años. Yo Don Bernardo Suarez Pbro. Sacristán Mayor de la Iglesia de San Hilario de Guamutas y teniente Cura de esta Iglesia de San Antonio de Padua situada en Ceja de Pablo, estando en Sabana Grande, hacienda de este Partido, bauticé y puse los Santos Oleos a un niño que nació a treinta de octubre próximo pasado en este año; hijo legítimo de Don Antonio Morejón y de Doña Juana Josefa Gato, naturales de la ciudad de la Habana en el cual niño ejercí las sacras ceremonias y preces y puse por nombre Domingo Ramón José Nepomuceno. Fueron sus padrinos Don Nicolás Gato y Doña Ana Morejón a los que advertí el parentesco espiritual que habían contraído y lo firmé.
Bernardo Suarez".

### Primera visita
- Tomo: 1

- Folio: 20 vueltas

- No: después del 82

"En la Iglesia de San Antonio de la Ceja de Pablo Auxiliar de la Parroquial de San Hilario de Guamutas el veinte y dos de febrero de mil setecientos setenta y cuatro años: el Señor Dr. Don Rafael del Castillo y Sucre Pbro. Bachiller en Sagrados Cánones y Juez Auxiliar de Consultor Teólogo de Cámara de S.O el Obispo, su Capellán y Covisitador General estando con S. O en la visita de la Iglesia y habiendo visto de su superior orden estos libros donde se asientan los bautismos, matrimonios y entierros de españoles, indios, pardos y morenos que en ella se administran. Digo: Que atento estar dispuesto con la separación y método establecido, los había y hubo por visitado bajo la calidad de que en lo sucesivo cuando en algún caso urgente de necesidad se haga el bautismo en las haciendas, o casas particulares, las solemnidades, oleos y demás ceremonias se verifiquen indispensablemente dentro de la Iglesia, después que las criaturas hayan salido del peligro conforme a lo que ordenan las disposiciones sinodales, bien entendidas sobre el particular no se admitirá escusa ni pretexto alguno por más que se alegue costumbre, en contrario que debe considerarse siempre como abuso y corruptela y a su consecuencia, declarando al actual Teniente de Cura de la enunciada Iglesia Don Tomas Antonio González Pbro. Sacristán Mayor de la de Guamutas y sus anteriores Don Bernardo Suarez y Don Juan Antonio Esquivel de todo cargo, les daba y dio a nombre de S.U.S las debidas gracias en premio de su actitud y arreglo; y mando les entregaran al primero los referidos libros para que en los mismos términos los continúe. Y por este que su cuño proveyó así lo mandó y firmó, de que doy fe: Dr. Don Rafael del Castillo y Sucre".

## A modo de resumen de la historia

#### Hechos notables que no figuran en el acta o no son claramente entendibles:
- El 7 de febrero de 1848 se autorizó la construcción del nuevo templo en el poblado, muy conocido por una casatienda-hospedería llamada "El Corralillo". Se creó una junta que se encargaría de recoger el dinero que aportaría la población para la construcción de la iglesia.

- El 21 de febrero de 1848, Don Leonardo Izquierdo donó el terreno para la construcción de la misma además para La Casa de Beneficio Público que funcionaría como hospital, la plaza y el cementerio. El terreno del nuevo templo fue medido por el agrimensor Don Manuel Barroso y la edificación fue diseñada por Don Juan Adán Crim.

- A partir del primero de junio Don Domingo Espinosa comenzó el tiro de mil carretas de piedras, para su construcción, que se llevó efecto con gran economía de respecto a los fondos eclesiásticos y del estado, estando Don Antonio Zance, general de fábrica encargado del presupuesto y de los materiales de construcción. El costo total de la obra ascendió a 13 603 pesos y 4 reales. En su estructura se destaca el campanario que se engalanaba con sus inigualables campanas procedentes del primer templo en Ceja de Pablo.

- El templo fue inaugurado en misa solemne el 8 de junio de 1851, dedicado a los apósteles, San Pedro y San Pablo ofrecida por el P. José Genaro Baiz. El 19 de febrero de 1853 se declaró altar privilegiado el de los santos patronos, con la llegada de las imágenes de San Pedro y San Pablo donadas por el obispo de La Habana Don Francisco Félix y Solans, el P. Manuel Báez y por el pueblo de Tapaste en la actual provincia de Mayabeque, estas piezas junto a La Purísima poseen valor artístico, por su antigüedad, tamaño, diseño y por la madera con que fueron confeccionadas, comenzándose así la celebración de las fiestas patronales a partir del 29 de junio de ese año.

- En 1854 se derrumbó la torre producto a los embates de un ciclón, el cual fue sustituido por uno provisional al costado Izquierdo de la iglesia en madera. Por muchos años estuvo este templo en esta situación hasta que en 1889 gracias a la acción del P. Manuel González Cuervo se construyó el que ahora existe dotado entonces de sus cuatro campanas con 24 varas de alto y 5 de ancho, con para rayos y 3 pisos.

## Campanario

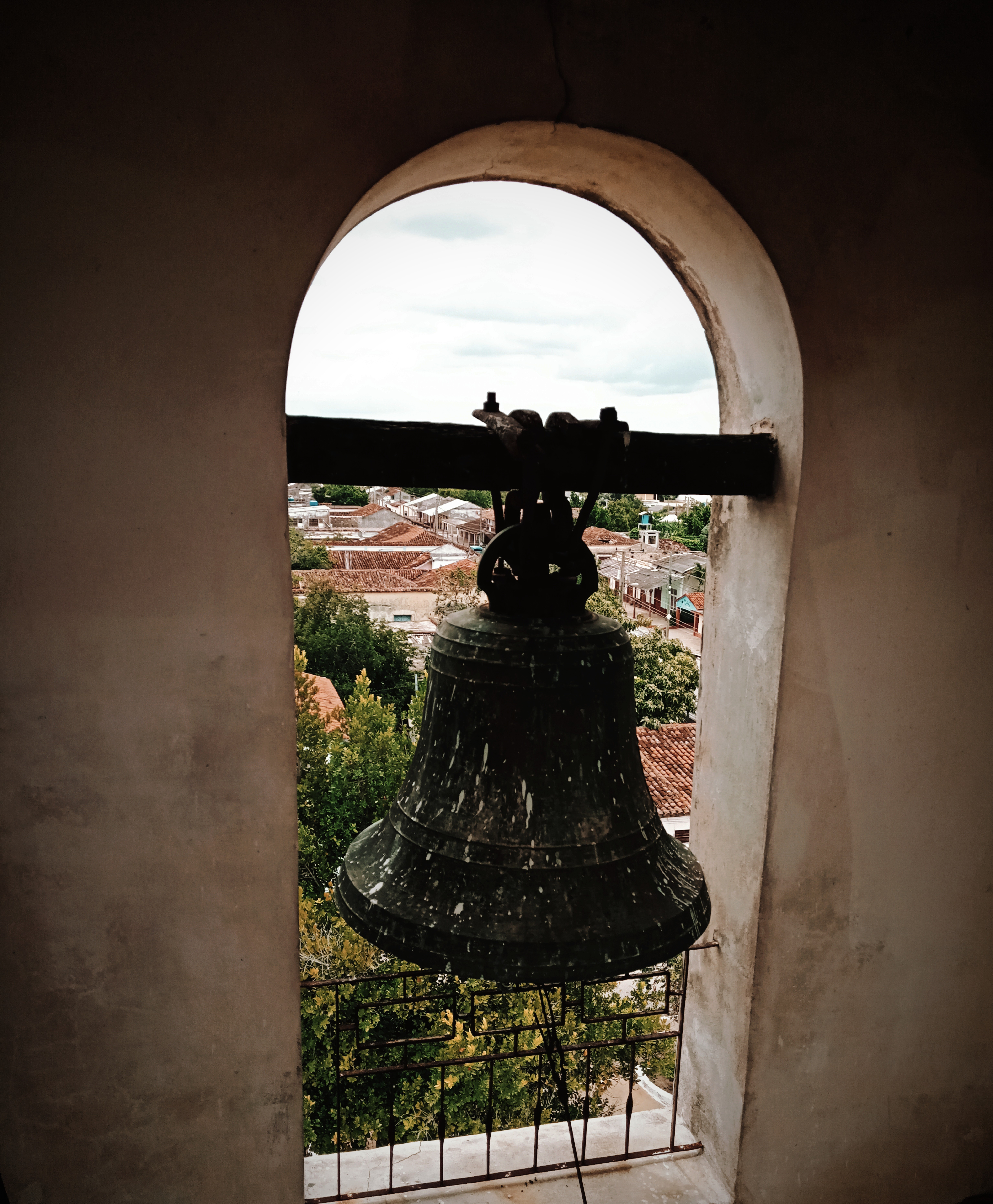
Campana

Se dice desde tiempos remotos y hasta los que nos visitan lo comprueban con su asombro, que el sonido de las campanas del templo de Corralillo es el mejor jamás escuchado. Es inconfundible, elegante, comparado con los tañires de las campanas de catedrales, es que en efecto cuando suenan estos majestuosos instrumentos para llamar a los fieles al culto o doblan por el alma de un difunto es como si pasado y presente se reunieran en un sonido memorable que estremece al más Insensible de los seres humanos.
Una campana es un dispositivo simple de sonido realizado. Es un instrumento musical de percusión y un idiófono. Su forma generalmente es de un hueco, en forma de platillo, que resuena al ser golpeado. El llamativo instrumento puede tener una lengüeta suspendida dentro del mismo, conocida como badajo: una pequeña esfera libre incluida dentro del cuerpo del instrumento. Algunas campanas tienen el badajo en su exterior, normalmente unido a un mecanismo automático. También hay campanas que carecen de badajo, y se las hace sonar mediante un mazo, martillo o ariete.
Las campanas generalmente se hacen de metal, pero hay campanas pequeñas que también pueden ser hechas de cerámica o vidrio. Históricamente. muchas de ellas fueron hechas para conmemorar a eventos o personas importantes y han sido asociadas con los conceptos de paz y libertad.
Las campanas, ya conocidas de los pueblos egipcios y asiáticos en forma de campanillas y usadas también por los griegos y los romanos, fueron adoptadas por la Iglesia católica para convocar a los fieles por lo menos desde el siglo V. Los romanos les dieron el nombre de tintinábula y los cristianos las llamaron signum porque servían para señalar o avisar la hora de las reuniones. Pero ya en el siglo VII, si no antes, se llamaban campanas, como consta por escritores de la época. En aquellos primeros siglos, debieron ser de reducido tamaño, según parece por las que han llegado hasta nosotros y por ciertas referencias de los historiadores. Pero fueron aumentando de tamaño sucesivamente hasta que en el siglo XIII se fundieron de grandes dimensiones, verdaderamente colosales desde el siglo XVI. La materia prima de las campanas ha sido casi siempre el bronce, aunque admitiendo diferentes aleaciones según las épocas y las naciones. También se ha usado el hierro y para campanillas, el oro y la plata.
Muchos se preguntaran por qué un pueblo tan pequeño y olvidado por las bondades económicas y el progreso que ellas producen, contará con tales joyas que le hacen particular con respecto a otros sitios con iguales opciones. Si nos remontamos a la historia de este terruño que comienza en el antiguo asentamiento rural de Ceja de Pablo, encontramos que en este sitio se erigió una rústica Iglesia en el año 1760. Con el transcurso del tiempo el poblado fue creciendo y con él también crece el número de fieles, llegó entonces la necesidad de mejorar el templo que, a decir de Mons. Espada en su visita Pastoral de 1814, era totalmente indecente. Según los inventarios parroquiales se colocó entonces la primera campana alrededor de 1820.
Más de dos décadas después y por diversas razones, esta iglesia primitiva fue trasladada a un lugar llamado Punta de Felipe en la hacienda San Ramón que pertenecía a Don Leonardo izquierdo, allí se gestaba por entonces un nuevo poblado que con el tiempo se nombraría Corralillo y alcanzaría la importancia económica deseada por aquellos que lucharon por acercarse a las posibilidades que ofrecía el comercio hacia la costa norte del territorio. En efecto el nuevo templo queda inaugurado para el año 1851 y bendecido por el Obispo el 8 de junio de 1853. En los inventarios de este año ya se describe el campanario que se construyó para la nueva iglesia:
Se haya construido al frente de la puerta principal, sobre cuatro pilares de ladrillos, formando un portal con mucha armonía. En él se hayan colocadas tres campanas que habían en la Ermita de Ceja de Pablo por no haber fondos para costear otras. Las campanas pesan entre las tres nueve arrobas, el campanario resiste campanas de mas dimensión y tiene huecos para cuatro. Según se conoce poco tiempo después este campanario sufrió un derrumbe, por ese motivo fue necesario construir uno de manera provisional como describen también los inventarios:
-Se haya el campanario situado a la izquierda de la iglesia, es de madera y contiene tres campanas, costo su construcción y el derrumbe del que formaba cuerpo con la iglesia antiguamente 408 escudos.
Por muchos años estuvo la iglesia de Corralillo en esta situación hasta que gracias a la acción del Pbro. Manuel González Cuervo se construyo el que ahora existe, según consta en los inventarios de su partida en el año 1889 el mismo estaba dotado de cuatro campanas: Una torre de canto labrado de unas veinticuatro varas de alto y cinco de ancho, con pararrayos, tres pisos y cuatro campanas valuadas unas contra otras en mil pesos. Como ya se mencionó anteriormente, fue tradición nombrar las campanas en la antigüedad y esto se hacía en el momento en que eran construidas, también llevan inscripciones alegóricas a los talleres que las construyen y las personas a quienes se destinan. Así mismo las más antiguas que se conservan en la Parroquia de Corralillo llevan el nombre de OTERO 1820 la que se orienta hacia el Oeste, la campana Sur solo cuenta con el año 1828, la del Este tiene inscrito año de 1834 y una extensa inscripción la que se orienta hacia el Norte, que habla de los señores que la donaron a la iglesia y al pueblo de Felipe en el año 1853:    
- Campana oeste: OTERO 1820. Fue trasladada desde la iglesia de Ceja de Pablo para la inauguración del nuevo templo.
- Campana Norte: From Mennelis West Troy N.Y 1852. Donada a la Iglesia San Pedro y San Pablo de Felipe por Don Marcos Antonio Dwolf, su señora esposa Doña Sofia Chapotin Dwolf y su hijo Don Francisco.
- Campana Sur: Año de1828. Trasladada desde Ceja de Pablo.
- Campana Este: Año de 1834. Trasladada desde Ceja de Pablo.

Los señores Dwolf eran propietarios del ingenio azucarero Nueva Esperanza, al parecer muy prósperos por aquella época si tenemos en cuenta el número considerable de esclavos bautizados en esta parroquia que evidentemente le pertenecían a Don Antonio. A su muerte Don Francisco heredó los bienes de su padre. Resultó un hecho trascendente esta costosa donación que realizara esta familia, una campana de dimensiones considerables fundida en bronce al parecer fuera del país. La Iglesia y el pueblo de Corralillo agradecerán siempre a esta familia la donación en el año 1853 de esta reliquia cuyo sonido de calidad indudable nos inmortaliza en el tiempo. Esta campana y Otero son las más valiosas que exhibe la parroquia de Corralillo por su antigüedad, tamaño y calidad de sonido. Cuenta además con otras dos más pequeñas de las cuales no se conoce su historia y presentan rajaduras, pero son también muy antiguas y pertenecían a la antigua iglesia de Ceja de Pablo, en conjunto las cuatro campanas convergen en un sonido casi musical cuando repican jubilosas o doblan por la partida de un hijo de esta tierra.
El toque de las campanas como lenguaje litúrgico, para llamar al culto en los diferentes momentos del día fue interpretado por la población desde tiempos remotos. Toques como el Ángelus, Vísperas, llamado a misa diaria y dominical, el toque arrebato que llamaba a la población ante peligro inminente como incendios y otros sucesos comunes del momento, quedaron en la memoria popular y devienen en tradición para este y otros pueblos. Tal es el caso de doblar las campanas por el alma de un difunto, acto que llega hasta nuestros días cargado de signos y símbolos vinculados todos a la tradición religiosa pero que muy bien se engarzan en las más genuinas maneras de ser de nuestros terruños, llegando a particularizarlos con respecto a otros.
Podría hablarse de un sinnúmero de hechos que unen a Corralillo con el sonido inconfundible de sus campanas, hablar por ejemplo de Isolina Espiñeira quien aunque muy poco devota, fue inquilina de la casa parroquial por caridad del párroco y campanera por muchos años de esta Iglesia. Cuentan que más de una vez rodo su delgada figura por las escaleras del campanario sin que jamás sufriera daño alguno y nunca se escucharon sonar mejor los dobles por un difunto que cuando ella hacia repicar estos instrumentos como si quisiera arrancar de los labios de los corralillenses la oración por el hermano que había partido.

## Patrimonio
La Iglesia Parroquial San Pedro y San Pablo cuenta con un patrimonio de más de 170 años de antigüedad. Desde sus paredes en sí hasta las imágenes veneradas son de alto valor histórico y cultural para el pueblo de Corralillo. En estado de conservación relativamente bueno sobresalen la imagen de la Purísima (Virgen María) y las imágenes de San Pedro y San Pablo colocadas en nichos independientes en el retablo. La imagen de la Virgen da la bienvenida y se muestra imponente en la entrada del edificio. Dos salas laterales: una para la subida al campanario y otra para resguardar en cúpula de cristal a la Madre de los Cubanos, la Virgen de la Caridad del Cobre; dos luces impactan directamente en ella dando la sensación de que en el lugar no existe otra cosa mas que Usted, Dios y la Virgen. Del lado una bandera Cubana en silencio escucha las oraciones de cuantos hombres y mujeres acuden al sitio en pos de enmendar su vida u ofrecer rosarios cargados de dolor, alegría y llanto.

### Archivos Parroquiales
La iglesia atesora en el despacho toda una colección de libros (bautizos, defunciones...) Mismos datan de mucho antes que se construyera el edificio actual, osea que son de antes de 1851, cuando la Iglesia existía en Ceja de Pablo. Son miles las personas que en estos libros figuran, desde Leoncio Vidal Caro (patriota cubano) hasta Leopoldo Romañach Guillén (pintor cubano natural de Sierra Morena, Villa Clara, Cuba). 

## Leyendas
Algunas de las más antiguas leyendas de Corralillo se vinculan al campanario y sus campanas. La más antigua de todas La Macarena hace referencia al derrumbe del campanario por el ciclón de 1854 donde resulta ileso el Pbro. José Genaro Baiz quien había tenido una actitud misericordiosa con la gitana Macarena que procuró un maleficio para el pueblo. Otra de las leyendas, la del isleño Florindo quien siendo ya famoso por sus ocurrencias colgó huesos de res a la soga de las campanas, donde acudieron presurosos un buen grupo de perros, quienes tirando de los huesos con marcado desenfreno provocaron el sonido arrebatado de las campanas y el consecuente pánico de los vecinos. Cuentan que posteriormente los mozalbetes del pueblo repitieron varias veces la maldad. También es Florindo el protagonista de la historia del traslado de las campanas desde Ceja de Pablo. Según recoge la tradición popular estando atascada la carreta que las traía en un arroyo llamado de las Auras, se presenta Florindo ante el Cura para asegurar que podía sacar la carreta. Haciendo galas de sus artes de carretero a fuerza de toda suerte de blasfemias e improperios en efecto logro que los bueyes movieran finalmente su preciada carga. El Cura dio gracias por tal hazaña, mas no vaciló en exigir a Florindo su presencia obligatoria en el confesionario al día siguiente. <ref>Las Campanas de Corralillo

## Galería de imágenes
|  |
|  |

|  |
|  |

|  |
|  |

|  |
|  |